# 巧手真心
巧手真心 (法語：Dessine-moi un jouet) 是 1999 年由 Hervé Baslé 執導的法語電視電影，片長 120 分鐘。

## 劇情簡介
故事發生 1913 年的侏羅山區農村。Alphonse Bomme 是其中一個在漫長的冬季裏製造木具的農民……